# Abd al-Karim Kashmiri
Abd al-Karim Kashmiri († 1784) war ein indisch-persischer Historiker, der ein insbesondere über die Regierung Nadir Schahs handelndes Geschichtswerk verfasste.

## Leben und Werk
Über das frühe Leben des aus Kaschmir stammenden Abd al-Karim ist wenig bekannt; auch ist nicht überliefert, wann er geboren wurde. Seinem historischen Werk kann immerhin entnommen werden, dass er 1739 in Delhi lebte, als Nadir Schah diese Stadt nach dem Einfall in Indien eroberte. Er entkam dem von den Persern in Delhi angerichteten Blutbad, trat in die Dienste Nadir Schahs und blieb in dessen Umgebung, als der siegreiche Fürst Delhi verließ und sich zum Rückmarsch nach Persien aufmachte. Abd al-Karim begleitete Nadir Schah dabei u. a. auf dessen Feldzügen gegen die Afghanen, besuchte auf dem Weg durch Kabul das Grab seines Großvaters mütterlicherseits und zog sodann im Gefolge der persischen Armee durch Chorasan, Transoxanien, Choresmien und Māzandarān bis nach Qazvin.
Nun quittierte Abd al-Karim seinen Dienst bei Nadir Schah, verließ im Juni 1741 mit dem bedeutenden Arzt Alawi Khan, einem Günstling Nadir Schahs, die Stadt Qazvin und begab sich auf die Wallfahrt nach Mekka. Die Durchführung dieser Pilgerreise war auch sein Hauptmotiv gewesen, Indien zu verlassen und sich Nadir Schah anzuschließen. Nach dreimonatigem Aufenthalt in Mekka ging er im April 1742 in Dschidda an Bord eines europäischen Schiffes, das auf seiner Seereise nach Indien u. a. in Mokka, Puducherry sowie Madras Zwischenstation machte und schließlich bei Kalkutta landete. Im Juli 1743 kam er wieder in Delhi an. Sein Tod fällt in das Jahr 1784.
Abd al-Karim Kashmiri verfasste unter dem Titel Bayān-i Wāki ein vom Einfall Nadir Schahs in Indien bis 1784 reichendes Geschichtswerk. In diesem berichtet der Autor vor allem sehr ausführlich und objektiv über das Leben und die Feldzüge Nadir Schahs, wobei er sich auf eigene Beobachtungen und Informationen von Bediensteten des Fürsten, darunter Alawi Khan, stützen konnte. Daneben beschreibt Abd al-Karim von ihm selbst unternommene Reisen, so seine Pilgerfahrt nach Mekka, und gibt eine Übersicht über die politischen Ereignisse im Mogulreich seiner Zeit. Teilweise Übersetzungen des auf Persisch niedergeschriebenen Werks verfertigten Paulus im Repertorium für die morgenländische und biblische Litteratur (Jena 1789), F. Gladwin unter dem Titel The Memoirs of Khoja Abdulkurreem a Cashmerian of distinction (Kalkutta 1788; London 1793) und Louis-Mathieu Langlès als Voyage de l’Inde à la Mekke (erster Band der Collection portative des voyages, Paris 1797). Eine neue Edition brachte K. B. Nasim (Bayān-e Wāqi, Lahore 1970) heraus.